# Unión Minas
Club Deportivo Unión Minas Volcán – peruwiański klub piłkarski z siedzibą w mieście Cerro de Pasco, stolicy regionu Pasco.

## Osiągnięcia
- Mistrz Liga de Cerro de Pasco (4): 1977, 1980, 1982, 1984
- Mistrz Liga de Chaupimarca: 1976
- Mistrz Liga Superior de Pasco: 2010
- Mistrz regionu Pasco: 2002
- Wicemistrz regionu Padco (2): 2008, 2010

## Historia
Klub Unión Minas założony został 23 kwietnia 1974 roku. W latach 1986–2001 klub występował w pierwszej lidze peruwiańskiej (Primera División Peruana).